# Jelena Jovanova
Jelena Jovanova (n. 21 octombrie 1984, Banja Luka, Bosnia și Herțegovina) este o actriță macedoneană. 

## Biografie
Născută în Bosnia, a crescut în Macedonia și s-a căsătoriți și locuiește în Croația.
A absolvit Facultatea de Arte Dramatice din Skopje. Este membră a Teatrului Național Macedonean din 2006, unde a jucat peste douăzeci și cinci de piese în rol principal.
Cel mai important debut, pe marile ecrane, a fost în filmul lui Juanita Wilson, As If I Am Not There, care a fost selectat ca film de debut Irlandez, la categoria Cel Mai Bun Film Strain din cadrul editiei 84 a Premiilor Oscar.
În 2010, a jucat în filmul de debut ca și regizoare a lui Angelina Jolie, In the Land of Blood and Honey, nominalizat pentru Cel Mai Bun Film Străin la cea de-a 69-a ediție a Premiilor Globul de Aur. Acest film a marcat momentul primei actrițe macedonene care a apărut vreodată într-o producție Hollywood. 

## Filmografie
- The Constitution (2016)
- Child (2016)
- Ckopa (2015)
- The Third Half (2012)
- Skopje Remix (2012)
- In the Land of Blood and Honey (2011)
- As If I Am Not There (2010)

## Televiziune
- Whichever Way the Ball Bounces în rolul lui Nadalija (2015)
- Secrets (Tajne) în rolul lui  Marina Franic (2013-2014)

## Roluri
- Chicago în rolul lui Roxie Hart
- Cui i-e Frică de Virginia Woolf? în rolul lui Mierea
- Push Up 1-3 în rolul lui Sabine
- Troilus și Cressida în rolul Elenei din Troia
- Twig in the Wind în rolul lui Magda
- Hasanaginica în rolul lui Hasanaginica
- Sexual Perversity in Chicago în rolul lui Deborah
- A Clockwork Orange în rolul lui Alex
- Decameronul în rolul lui Filomena
- Dundo Maroje în rolul lui Petrunjela
- Don Quijote în rolul lui Dulcineea
- Class Enemy în rolul lui Iron
- Miss Julie în rolul lui Miss Julie